# 髙橋拓児
髙橋 拓児（たかはし たくじ、1968年12月16日 - ）は、伝統的な日本料理と、海外の料理や分子科学の理論技法を取り入れた新しいスタイルの日本料理を研究する料理人。
1935年創業の老舗料亭「木乃婦」の三代目。

## 来歴
京都生まれ。立命館大学法学部法学科卒業後、「東京吉兆」で5年間修業、湯木貞一の秘書を兼務し、直接に薫陶を受ける。その後、京都に戻り、2015年に京都大学大学院農学研究科食品栄養科学の修士課程を、2021年には龍谷大学大学院農学研究科食農科学の博士後期課程を修了。博士（食農科学）。

## 人物
- ワインや日本酒への造詣が深くシニアソムリエや利き酒師の資格を保有。
- 「日本食普及の親善大使」を務め、海外の食イベントに参加[3]。
- 立命館大学食マネジメント学部担当講師。龍谷大学農学部非常勤講師。NHK『きょうの料理』講師。NHK『ぐるっと関西おひるまえ』準レギュラー。
- 京都府文化賞奨励賞受賞。京都和食文化賞受賞。料理マスターズブロンズ賞[4]。
- 企業外部研究員（株式会社明治、不二製油株式会社、マンズワイン株式会社、パナソニック株式会社）。
- 関西食文化研究会コアメンバー[5]。

### 資格
- 一般社団法人日本ソムリエ協会認定『ソムリエ』（1998年）/『シニアソムリエ』（2006年）
- 酒匠研究会連合会認定「利酒師」（2002年）

## 著書
- 10品でわかる日本料理（日本経済新聞出版社）ISBN 978-4-532-16878-0
- 京料理人直伝の薬味術（NHK出版）ISBN 978-4-14-827210-9
- 和食の道（IBCパブリッシング）ISBN 978-4-7946-0315-9

### 共著
- だし だしの基本と日本料理（柴田書店）ISBN 438806002X
- プロの料理 盛り付け術（NHK出版）ISBN 978-4-14-827179-9
- 料理のアイデアと考え方（柴田書店）ISBN 978-4-388-06216-4
- 和食とワイン（日本ソムリエ協会）
- 聞き手・西靖、道なき道をおもしろく。（140B）ISBN 978-4-903993-24-9
- 食と脳（NPO法人 脳の世紀推進会議編 クバプロ）ISBN 978-4-87805-152-4
- 国民料理の形成（ドメス出版）ISBN 978-4-8107-0847-9
- 食の現代社会論（農産漁村文化協会）ISBN 978-4-540-20109-7

### 論文
- 修士論文：日本料理における興奮と沈静の制御（2015年）
- 博士論文：遮光ブドウを使った白ワインと日本料理のペアリングに関する研究（2021年）

## 国内外でのイベント実績
- 2004年[7]
  - 3月 - 外務省からの要請により、ロシアで日本料理講習会を開催。
  - 10月 - フランス農業省・ジェトロパリセンターのオファーで、パリで昼食会を開催。
- 2006年
  - 2月 - フランス（ル・アーブル）で開催された「オムニヴォール・フード・フェスティバル2006」に日本人シェフとして参加し、評価を受ける。
- 2007年
  - 4月 - 京都御所「迎賓館」において、中国の首相・温家宝の昼食会の料理を提供。
  - 8月 - フランス ボルドーにあるミシュラン二つ星レストラン「コルディアンバージュ」にて1か月間研修。
- 2009年
  - 1月 - 京都御所「迎賓館」において、ブルガリア大統領の夕食会の料理を提供。
- 2010年
  - 3月 - フランス マントンにあるミシュラン三ツ星（当時は一つ星）「ミラズール」にて1か月間研修。
- 2011年
  - 2月 - ブラジルでの海外料理人派遣事業に参加。大使館、総領事館で晩餐会を開催。
  - 8月 - 立命館大学と共催で「スリランカ人材育成国家プロジェクト」を運営。120時間の日本料理カリキュラムを作成。
  - 12月 - 香港大学で「精進料理講座」を開催。
- 2012年
  - 9月 - 国際交流基金よりの派遣で、モスクワにおいて日本料理講習会・ガラディナー日露料理人ワークショップを開催。
- 2014年
  - 2月 - 「サンモリッツ グルメフェスティバル」に招聘される。
  - 5月 - 京都御所「迎賓館」において、イスラエル首相の夕食会の料理を提供。
- 2015年
  - 3月 - ニューヨークのカリナリーインスティテュートアメリカに於いて日本料理講習会に講師招聘される。
  - 7月 - ミラノ万博にて料理を提供。
- 2016年
  - 2月 - 農林水産省より「日本食普及の親善大使」に任命される。
  - 9月 - 京都府立大学で非常勤講師として日本食文化について講義。（後期5回）[8]。
  - 10月 - 株式会社伊勢丹クアラルンプール店のオープニングイベントに招聘される。名和晃平とのコラボレーション。
  - 同月 - 「日本食生活学会」で和食に関する論文を発表。（学会論文）[9]。
- 2017年
  - 1月 -  辻調理師専門学校の教育課程編成委員に任命される。
  - 同月 - 日本ソムリエ協会主催「和食とワイン」講演会で、田崎真也会長との対談全13回を修了。（全国各支部13か所）[10]。
  - 2月 - バンコクに於いての農水省主催「食文化発信による海外需要フロンティア開拓加速化委託事業」に日本料理講習会の講師として招聘される[11]。
  - 3月 -  在マレーシア日本国大使館で、日本料理講習会・試食会を開催[12]。
  - 6月 - トワイライトエクスプレス瑞風の昼食を提供する[13]。
  - 11月 - 農水省主催「和食ワールドチャレンジ」、タイバンコク予選大会審査員を務める[11]。
  - 12月 - 香港 農水省主催「和食ワールドチャレンジ」審査員を務める[11]。
- 2018年
  - 1月 - シンガポール「食品輸出促進事業」農水省主催のイベントに招聘される[14]。
  - 同月 - 京都府文化賞奨励賞を授与[15]。
  - 2月 - マレーシア「食品輸出促進事業」農水省主催のイベントに招聘される[16]。
  - 同月 - 京都和食文化賞を授与[17]。
  - 3月 - 国立台湾大学での「だしイベント」日本料理アカデミー主催事業に参加[18]。
  - 同月 - 日本料理アカデミー主催「日本料理コンペティション」の審査員を務める[19]。
  - 同月 - 「日本農芸化学会2018年度大会」でシンポジウム講演を行う[20]。
  - 4月 - 龍谷大学農学研究科博士後期課程食農科学専攻に進学[21]。
  - 同月 - NHK『ぐるっと関西』準レギュラー出演となり、現在も継続。
  - 6月 - 京都御所「迎賓館」においてフランス国民議会議長一行の夕食会の料理を提供[22]。
  - 7月 - 日本スポーツ栄養学会第6回大会で「日本料理の文化と味覚」をタイトルに特別講演[23]。
  - 8月 -  香港貿易局・農水省主催「香港FOOD EXPO2018」に招聘され、ガラディナーでの料理提供とジャパンパビリオンでの料理講習会を実演[24]。
- 2019年
  - 1月 - スペイン バスク・クリナリー・センターにて農水省主催の日本料理講習会を行う[25]。
  - 8月 - インドネシア バリで開催されたアジア栄養学会に於いて、「日本料理における興奮と沈静の制御」をテーマに論文発表[26]。
  - 9月 - パナソニック株式会社の依頼で調理電化製品各種のレシピを開発し、ベルリンでの国際見本市「IFA」にて、料理のデモンストレーションと日本料理の講義を行う。
  - 12月 - マレーシア クアラルンプールのホテル セントレジスにて、京料理ガラディナーを3日間開催[27]。
- 2020年
  - 8月 - 兵庫県武庫川女子大学情報メディア学科非常勤講師を務める[28]。
- 2021年
  - 7月 - 株式会社ローソン「自宅で味わう京の名店の味！」にて「米糀と夏野菜の冷し彩りおうどん」を監修[29]。
  - 11月 - 「令和の寺子屋」イベントを醍醐寺にて2日間に渡って開催。生物学者 福岡伸一、演出家 宮本亞門、女優 本上まなみを講師として招聘。その際に食育の授業を行う[30]。
- 2022年
  - 6月 - 東京にあるフレンチレストラン「アルシミスト」にて饗宴ガラディナーを3日間開催[31]。
  - 8月 - マレーシア クアラルンプール ららぽーと内にある抹茶アイスのお店「Matcha Eight」がグランドオープン。アイスのレシピ監修を行う[32]。

## テレビ出演歴

### 定期出演
- きょうの料理（NHK）2002年 -
- あさイチ（NHK）2010年 -
- ぐるっと関西おひるまえ（NHK）2014年 -